# Zoé d'Attalia
Pour les articles homonymes, voir Zoé et Sainte Zoé.
Zoé d'Attalia († 127), est une sainte martyre chrétienne ; fêtée le 2 mai. 

## Histoire
Exupère et Zoé d’Attalia sont deux martyrs du IIe siècle. Ils ont vécu esclaves en Pamphylie, dans l'actuelle Turquie. 
Zoé, son époux Exupère et leurs deux fils Cyriaque et Théodule, ont refusé de manger de la viande consacrée aux dieux de leur maître Catallus. Ils furent condamnés par leur maître à être brûlés vifs et moururent en martyrs chrétiens sur le bûcher (ou dans le four de la maison) en 127.
Zoé d'Attalia est à l'origine du prénom Zoé.